# DIRE
DIRE, è un'agenzia stampa e di informazione multimediale italiana che opera a livello nazionale. 

## Storia
Fu fondata nel 1988 da Antonio Tatò, responsabile dell'Ufficio stampa del Partito Comunista Italiano e segretario di Enrico Berlinguer dal 1969 al 1984, concentrandosi inizialmente sulle dinamiche politiche parlamentari.

## Attività
Produce notiziari d'agenzia multimediali, con foto e video che accompagno le notizie testuali. Le notizie raggiungono un network di testate nazionali e locali. Ha un giornale on line dire.it, una TV On-demand, Dire TV e una Radio streaming Radio Dire. Realizza Tg, Gr, Newsletter e Podcast. Diffonde le news anche sui canali social ufficiali. È presente in tutte le regioni italiane, con 11 sedi operative e corrispondenze. 
Si occupa di Politica, Sanità, Ambiente, Economia, Esteri, Hi-Tech, Cultura, Sport, Donne, Scuola,  Welfare, Territori con un notiziario regionale per ogni regione. È ricevuta dalle istituzioni politiche, dai partiti politici, dagli organismi rappresentativi degli enti locali, dalle organizzazioni di categoria e dal mondo dell'associazionismo. 
Il Direttore responsabile è Nico Perrone dal 29 luglio 2011. Da marzo 2022 editore è l'imprenditore Stefano Valore di Villanueva de Castellòn.